# Броди (Латвия)
Броди (латыш. Brodi) — населённый пункт в Екабпилсском крае Латвии. Административный центр Абельской волости. Находится у южной окраины города Екабпилс. По данным на 2016 год, в населённом пункте проживало 392 человека. Есть волостная администрация, дом культуры, библиотека, почтовое отделение, фельдшерский и акушерский пункт, магазин.

## История
Деревня Броды возникла середине в XVII века как поселение русских старообрядцев. Название связано с тем, что между деревней и Екабпилсом существовало болото и брод через него.
В советское время населённый пункт носил название Земгали и входил в состав Абельского сельсовета Екабпилсского района. В селе располагалась центральная усадьба совхоза «Абели».